# Punatapaculo

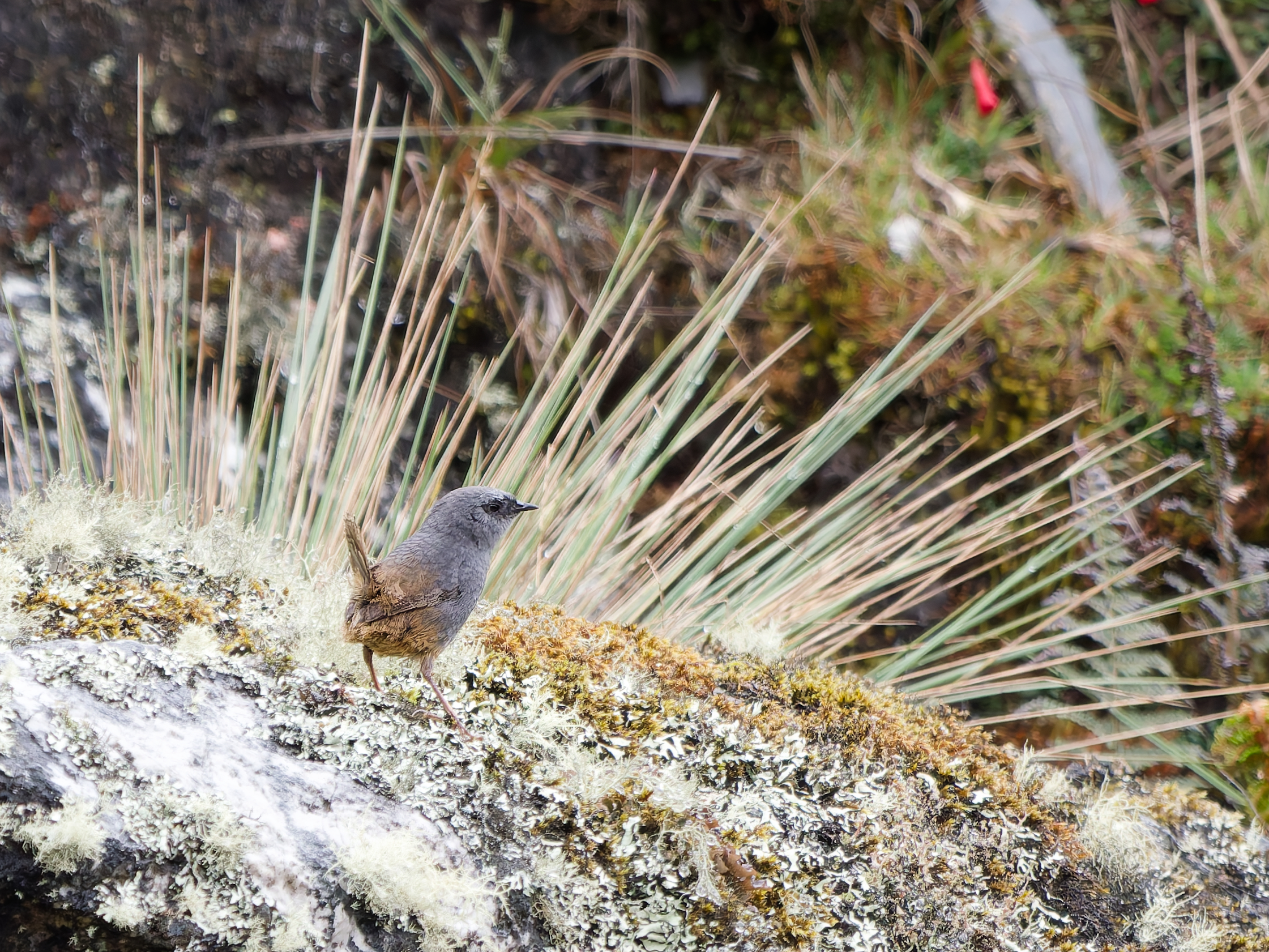
Puna Tapaculo

Der Punatapaculo (Scytalopus simonsi) zählt innerhalb der Familie der Bürzelstelzer (Rhinocryptidae) zur Gattung Scytalopus.
Ursprünglich wurde die Art als Unterart (Ssp.) des Andentapaculo (Scytalopus magellanicus) angesehen und als (Scytalopus magellanicus simonsi) bezeichnet. Aufgrund unterschiedlicher Stimmäußerungen erfolgte im Jahre 2010 die Abgrenzung als eigenständige Art.
Die Art kommt im östlichen Puna (Anden)-Grasland in Bolivien vom Departamento Cochabamba bis Peru in der Cordillera Vilcanota und Region Cusco vor.
Das Verbreitungsgebiet umfasst Unterholz im tropischen oder subtropischen feuchten Bergwald, Elfenwald und Grasland um die Wald- und Baumgrenze herum sowie mit Polylepis bestandene Flächen zwischen 3000 und 4300 m Höhe.
Das Artepitheton bezieht sich auf Perry Oveitt Simons (1869 – 1901).

## Merkmale
Der Vogel ist 10 bis 12 cm groß und wiegt etwa 17 g. Das Gefieder ist hauptsächlich grau mit hellbrauner Färbung an Flanken und Rumpf. Das Männchen ist auf der Oberseite grau mit bräunlichem bis olivbraunem Schimmer auf Nacken und Rücken. Ein angedeuteter schmaler weißer bis hellgrauer Überaugenstreif reicht etwas über das Auge nach hinten. Die Steuerfedern sind dunkelbraun bis bräunlich-oliv, unregelmäßig dunkel gebändert. Kehle und Brust sind grau, die Kehle oft etwas heller. Rumpf, Flanken und Unterseite sind dunkel zimt- oder olivfarben mit dunkler Bänderung. Die Iris ist dunkelbraun, der Schnabel schwarz bis schwärzlich, manchmal mit etwas blasserer Basis. Die Füße sind dunkelgrau bis schwärzlich.
Das Weibchen ist etwas blasser und meist ohne Überaugenstreif. Jungvögel sind blasser und weisen mehr Braun auf der Oberseite auf, die Flügeldecken sind gebändert, die Spitzen der Steuerfedern haben helle und dunkel Markierungen. Die Unterseite ist gebändert mit grauen Federspitzen an den Flanken.
Der ähnliche und teilweise im gleichen Verbreitungsgebiet vorkommende Diademtapaculo (Scytalopus schulenbergi) hat eine weiße Stirn, einen deutlicheren Überaugenstreif und eine deutlichere Bänderung an Flanken und Schwanz.
Die Art ist monotypisch.

## Stimme
Der Gesang wird als Folge abfallender Schnurrlaute „tcherr tcherr tcherr tcherr ....“ beschrieben.

## Lebensweise
Die Nahrung besteht vermutlich aus Insekten.
Über die Brutzeit ist nichts Genaues bekannt. Das Nest ist schalenförmig 12 mal 10 cm mit Gras ausgelegt, das Gelege umfasst zwei weiße Eier ohne Markierungen.

## Gefährdungssituation
Der Bestand gilt als nicht gefährdet (Least Concern).